# Sophie Marie von Voß
Sophie Marie von Voß (11. března 1729 – 31. prosince 1814) byla německá dvorní dáma a autorka memoárů. Byla velmi vlivnou důvěrnicí a Oberhofmeisterin (nejvyšší hofmistryně) po mnoho dekád u pruského dvora. Její memoáry byly publikovány.

## Život
Sophie Marie byla dcerou Wolfa Adolfa von Pannwitze a Johanny Marie Augusty von Jasmund.
V letech 1743-51 sloužila jako hlavní dvorní dáma královny Žofie Dorotei Hannoverské. Zamiloval se do ní princ August Vilém Pruský. Sophie se snažila vyhnout společenské ostudě a po několika princových žárlivých scénách se v roce 1751 provdala za svého bratrance, Johanna Ernesta von Voße.
V letech 1763-93 se stal její manžel komořím královny Alžběty Kristýny Brunšvicko-Bevernské v Schönhausenu, což znamenalo, že se Sophie často pohybovala u dvora. V roce 1787 byl princ usvědčen z bigamie, když byl odhalen jeho vztah s dcerou jejího zetě, Julií von Voß.
Po smrti jejího manžela v roce 1793 se usadila na svém panství v Meklenbursku. V letech 1793-1810 sloužila jako dvorní dáma, starající se o obleky, nové korunní princezně Luise Meklenbursko-Střelické. Doprovázela pruskou královskou rodinu na východ během invaze Napoleona v letech 1806-07.
V roce 1811, po smrti královny Luisy se vrátila zpět do své rezidence v Berlíně. Zde také v roce 1814 zemřela.